# Leucauge argyrescens
Leucauge argyrescens este o specie de păianjeni din genul Leucauge, familia Tetragnathidae, descrisă de Benoit, 1978. Conform Catalogue of Life specia Leucauge argyrescens nu are subspecii cunoscute.